# Палмейра-де-Фару
Палмейра-де-Фару (порт. Palmeira de Faro; МФА: [paɫ.ˈmɐj.ɾɐ dɨ ˈfa.ɾu]) — парафія в Португалії, у муніципалітеті Ешпозенде. Розташована в північно-західній частині країни, на теренах історичної португальської провінції Дору-Міню. Входить до складу округу Брага. За адміністративним поділом, чинним до 1976 року, терени парафії були складовою провінції Міню. Належить до Бразької архідіоцезії Католицької церкви. Патрон — свята Евлалія. Площа — 6,7571 км². Населення — 2403 ос. (2011). Середньо урбанізований регіон. Густота населення — 355,63 осіб/км²
. Код — 030613.

## Населення
| Кількість мешканців | Кількість мешканців | Кількість мешканців | Кількість мешканців | Кількість мешканців | Кількість мешканців | Кількість мешканців | Кількість мешканців | Кількість мешканців | Кількість мешканців | Кількість мешканців | Кількість мешканців | Кількість мешканців | Кількість мешканців | Кількість мешканців |
| ------------------- | ------------------- | ------------------- | ------------------- | ------------------- | ------------------- | ------------------- | ------------------- | ------------------- | ------------------- | ------------------- | ------------------- | ------------------- | ------------------- | ------------------- |
| 1864                | 1878                | 1890                | 1900                | 1911                | 1920                | 1930                | 1940                | 1950                | 1960                | 1970                | 1981                | 1991                | 2001                | 2011                |
| 661                 | 725                 | 799                 | 774                 | 808                 | 736                 | 977                 | 1 032               | 1 151               | 1 279               | 1 445               | 1 808               | 1 766               | 2 161               | 2 403               |